# Sabia coriacea
Sabia coriacea är en tvåhjärtbladig växtart som beskrevs av Alfred Rehder och E.H. Wilson. Sabia coriacea ingår i släktet Sabia och familjen Sabiaceae. Inga underarter finns listade.